# 송순호
송순호(宋淳鎬, 1970년 3월 5일 ~ )은 대한민국의 제5대 경상남도 마산시의원이며, 제1·2대 경상남도 창원시의원이자, 제11대 경상남도의원이다.

## 학력
- 부산남일고등학교 졸업
- 창원대학교 환경공학 학사
- 창원대학교 대학원 행정학 석사

## 경력
- 창원대학교 총학생회장
- 푸른내서주민회 사무국장
- 연세학원 부원장
- 책사랑회 내서마을도서관장
- 창원대학교 총동창회 이사
- 창원대학교 행정학과 겸임교수
- 2006년 7월 ~ 2010년 6월: 제5대 경상남도 마산시의회 의원 (민선 4기, 경남 마산시 마 선거구, 민주노동당, 초선)
- 2010년 7월 ~ 2014년 6월: 제1대 경상남도 창원시의회 의원 (민선 5기, 경남 창원시 타 선거구, 민주노동당→통합진보당, 초선)
- 2014년 7월 ~ 2018년 5월: 제2대 경상남도 창원시의회 의원 (민선 6기, 경남 창원시 카 선거구, 통합진보당→무소속→더불어민주당, 재선)
- 2018년 7월 1일 ~ 2022년 6월 30일: 제11대 경상남도의회 의원 (민선 7기, 경남 창원시 제9선거구, 더불어민주당, 초선)
- 2021년 12월 ~ : 더불어민주당 경상남도당 창원시 마산회원구 지역위원회 위원장
- 2024년 7월 ~ : 더불어민주당 경상남도당 위원장
- 2024년 9월 ~ 2025년 8월 : 더불어민주당 최고위원
- 2025년 5월 ~ 2025년 6월 : 제21대 대통령 선거 더불어민주당 이재명 대통령 후보 진짜 대한민국 선거대책위원회 공동선거대책위원장

## 역대 선거 결과
|  | 26.92% |

|  | 21.79% |

|  | 28.3% |

|  | 36.43% |

|  | 56.04% |

|  | 43.04% |

|  | 40.22% |